# باغشاد
باغشاد شهری در بخش مرکزی شهرستان لنجان از توابع استان اصفهان است. این شهر از تجمیع روستای نوگوران با روستای مدیسه و روستای باغشاه ایجاد شده‌است.
باغشاد شهری توریستی و بام لنجان است که در کنار ساحل زاینده رود با طبیعتی زیبا قرار دارد.

## جمعیت
بر پایه سرشماری عمومی نفوس و مسکن در سال ۱۳۹۰ جمعیت این شهر ۴۶۷۹ نفر (در ۱۳۶۷ خانوار) بوده‌است.